# Higa Yukari
Higa Yukari (緋賀 ゆかり sinh ngày 19 tháng 12) là một mangaka người Nhật sống ở tỉnh Miyagi. Cô có một bút danh khác là Ishida Nodoame (石田のどあめ), dùng khi cô viết các dōjinshi.

## Tác phẩm

### Manga
- Mahō Senki Lyrical Nanoha Force[2]
- Kiddy Girl-and Pure[3]
- Shina Dark: Kuroki Tsuki no Ō to Sōheki no Himegimi
- Holy Hearts!
- Sekai Seifuku Monogatari

### Tiểu thuyết ảo
- Sakura Sakura[4]